# Fabio González
Fabio González Estupiñan (Ingenio, 12 febbraio 1997) è un calciatore spagnolo, centrocampista del Tenerife.

## Caratteristiche tecniche
È un centrocampista difensivo.

## Carriera
Cresciuto nel settore giovanile del Las Palmas, debutta in prima squadra il 26 agosto 2017 giocando l'incontro di Primera División perso 5-1 contro l'Atlético Madrid.

## Statistiche
Statistiche aggiornate al 4 aprile 2021.

### Presenze e reti nei club
| Stagione        | Squadra             | Campionato      | Campionato | Campionato | Coppe nazionali | Coppe nazionali | Coppe nazionali | Coppe continentali | Coppe continentali | Coppe continentali | Altre coppe | Altre coppe | Altre coppe | Totale | Totale | Totale |
| Stagione        | Squadra             | Comp            | Pres       | Reti       | Comp            | Pres            | Reti            | Comp               | Pres               | Reti               | Comp        | Pres        | Reti        | Pres   | Reti   |        |
| --------------- | ------------------- | --------------- | ---------- | ---------- | --------------- | --------------- | --------------- | ------------------ | ------------------ | ------------------ | ----------- | ----------- | ----------- | ------ | ------ | ------ |
| 2017-2018       | Las Palmas Atlético | SDB             | 34         | 0          |                 | -               | -               |                    | -                  | -                  |             | -           | -           | 34     | 0      |        |
| 2018-2019       | Las Palmas Atlético | SDB             | 31         | 1          |                 | -               | -               |                    | -                  | -                  |             | -           | -           | 31     | 1      |        |
| 2017-2018       | Las Palmas          | PD              | 1          | 0          | CR              | 0               | 0               |                    | -                  | -                  |             | -           | -           | 1      | 0      |        |
| 2018-2019       | Las Palmas          | SD              | 4          | 0          | CR              | 1               | 0               |                    | -                  | -                  |             | -           | -           | 5      | 0      |        |
| 2019-2020       | Las Palmas          | SD              | 21         | 0          | CR              | 1               | 0               |                    | -                  | -                  |             | -           | -           | 22     | 0      |        |
| 2020-2021       | Las Palmas          | SD              | 21         | 0          | CR              | 21              | 0               |                    | -                  | -                  |             | -           | -           | 22     | 0      |        |
| Totale carriera | Totale carriera     | Totale carriera | 112        | 1          |                 | 3               | 0               |                    | -                  | -                  |             | -           | -           | 115    | 1      |        |